# Кэйн, Джеки
Жаклин Рут «Джеки» Кэйн (англ. Jacqueline Ruth "Jackie" Cain; 22 мая 1928, Милуоки, Висконсин, США — 15 сентября 2014, Монтклэр, Нью-Джерси, США) — американская джазовая певица, известна по участию в джазовом дуэте Jackie and Roy

## Биография
Родилась в Милуоки штат Висконсин в семье торговца канцелярскими принадлежностями. Её родители развелись, когда Джеки было семь или восемь лет. Музыкой начала заниматься под руководством матери, которая пела популярные песни, звучащие по радио, аккомпанируя на фортепиано, и разучивала их вместе с дочерью, у которой обнаружился хороший слух. Затем Джеки пела в школьном хоре, а также выступала на радио в детском шоу Cousin Betty. При этом в молодые годы она не обучалась музыке профессионально и не владела нотной грамотой. В 1945 году она через отца сумела устроиться в местный коллектив, который гастролировал по Среднему Западу. Однажды её выступление увидел Джей Баркхарт, музыкант, который только что отслужил в армии и собрал свой коллектив Jay Burkhart Jazz Picture Cradle в Чикаго. Он предложил ей переехать в Чикаго для работы в его группе и остановиться в его доме. Семнадцатилетняя Джеки сказала, что ей нужно спросить разрешения у матери. Мать долго не соглашалась, и только после долгих уговоров, а также звонка матери Джея Баркхарта, подтвердившей что она предоставит жильё и будет приглядывать за молодой певицей, Джеки было позволено уехать. Она начала выступать в Чикаго в составе группы, и в 1946 году на одном из выступлений познакомилась с Роем Кролом, пианистом в George Davis Quartet. После того, как Роя Крола уговорили выступить с молодой певицей, она стала выступать вместе с его квартетом по выходным, а в другие дни трижды в неделю работала в биг-бенде Джея Баркхарта. Однако работа с Роем Кролом всё больше выходила на передний план. К этому добавились и романтические отношения (в 1949 году Джеки Кейн и Рой Крол вступили в брак), и в результате возник дуэт Jackie and Roy, который просуществовал более полувека.
Практически вся дальнейшая творческая деятельность певицы связана с этим дуэтом, до смерти Роя Крола в 2002 году.
Последнее выступление Джеки Кэйн датируется февралём 2007 года, на концерте в Нью-Йорке в честь столетия со дня рождения композитора Алека Уайлдера.
Джеки Кэйн умерла в Монтклэре штат Нью-Джерси 15 сентября 2014 года от осложнений после инсульта, который она перенесла в 2010 году. От брака с Роем Кролом у них осталась одна дочь (ещё одна погибла в 20-летнем возрасте в 1973 году в автомобильной катастрофе).